# Élie Cohen (professeur)
Pour les articles homonymes, voir Élie Cohen.
Ne doit pas être confondu avec Daniel Cohen (économiste) ou Élie Cohen (économiste).
Élie Cohen, né le 8 décembre 1946 et mort le 24 novembre 2008, est un économiste français. 

## Biographie

### Jeunesse et études
Elie Cohen est diplômé d'HEC Paris, et est docteur en sciences de gestion.

### Parcours professionnel
Il devient, en 1969, professeur de gestion à l'Université Paris-Dauphine. Il y codirige le Master 224 Banque et Finance et y exerce également les fonctions de directeur du Département d'éducation permanente et directeur du 3e cycle. 
Entre 1992 et 1995, il est directeur du Centre de recherches sur la gestion (CEREG), Unité de recherche associée au CNRS et directeur de l'École doctorale de gestion, comptabilité et finance. Il est président de l'Université Paris-Dauphine de 1994 à 1999.
Il travaille ensuite au Ministère de l'éducation nationale, de l'enseignement supérieur et de la recherche, notamment comme président du Conseil national pour le développement de la mobilité internationale des  étudiants, s'occupant de l'accueil des étudiants étrangers et des échanges internationaux d'étudiants. De 2003 à 2008, il est administrateur de la Société générale.
Il fut membre du Cercle des économistes et participa au groupe de réflexion politique Fondation Concorde sur la réforme de l'enseignement supérieur.
Il meurt le 24 novembre 2008 des suites d'une infection virale.

## Distinctions
- Chevalier de la Légion d'honneur
- Officier dans l'ordre des palmes académiques
- Prix de l'Académie des sciences morales et politiques